# 헝가리의 국장
헝가리의 국장은 1990년 7월 3일에 제정되었다.
방패는 2개의 공간으로 나뉘어 있다. 방패 오른쪽에는 금색 왕관이 씌워져 있는 3개의 초록색 산봉우리가 그려져 있으며 가운데 산봉우리에는 하얀색 로렌 십자가 그려져 있다. 방패 왼쪽에는 빨간색과 하얀색 2가지 색을 띤 4개의 가로 줄무늬가 그려져 있고 방패 위에는 성 이슈트반 왕관이 올려져 있다.
방패 왼쪽에 그려진 줄무늬 문양은 13세기 헝가리 왕실에서 사용된 아르파드 왕조를 상징하는 문양으로서 1202년 임레 국왕이 처음으로 헝가리의 왕실 직인으로 사용했다. 은색 줄무늬는 헝가리를 흐르는 강인 도나우강, 티서강, 드라바강, 사바강을 의미한다.
로렌 십자 문양은 이슈트반 1세 국왕이 교황으로부터 기독교 세례를 받은 데서 유래된 문양으로서 1190년경 벨러 3세 국왕이 비잔티움 제국의 영향을 받은 문장을 처음으로 사용했다. 3개의 산봉우리는 타트리산맥, 파트라산맥, 마트러산맥을 의미한다.

## 역대 헝가리의 국장

1190년경 헝가리 왕국의 국장
1202년 헝가리 왕국의 국장
1301년 앙주-시칠리아 왕가의 문장
17세기 초반 마티아스 시절의 국장
1848년-1849년 1848년 헝가리 혁명 시절의 국장
1867년-1918년 오스트리아-헝가리 제국의 국장
1867년-1918년 오스트리아-헝가리 제국 시절에 사용된 헝가리 왕국의 국장
1920년-1946년 헝가리 왕국의 국장
1946년-1949년 헝가리 제2공화국 시절의 국장
1949년-1956년 헝가리 인민공화국의 국장 《라코시 마차시 시대》
1956년-1957년 헝가리 인민공화국의 국장
1957년-1989년 헝가리 인민공화국의 국장 《카다르 야노시 시대》
1990년-현재 헝가리의 국장

## 같이 보기
- 슬로바키아의 국장